# Danila Jakovlevič Anciferov
Danila Jakovlevič Anciferov (rusky Данила Яковлевич Анцыферов) (17. století? Tomsk – 1712 Kamčatka) byl sibiřský kozák, ruský průzkumník a objevitel Kurilských ostrovů.

## Život
Narodil se v Tomsku, kde prokazatelně žil ještě v roce 1703, kdy je v ruských záznamech uveden jako sibiřský kozák s usedlostí v Tomsku. Není známo, co dělal v následujících letech, v historických záznamech se objevuje až po svém přesunu na Kamčatku, kde se stal jedním z vůdců vzbouřených kozáků, kteří sesadili a následně zavraždili kamčatského místodržícího Vladimira Atlasova.
Po popravení všech důležitých kamčatských úředníků byl Anciferov zvolen atamanem a v roce 1711 se prohlásil kamčatským místodržícím. Jeho pravou rukou a zástupcem se stal Ivan Kozyrevskij, který byl nejen ostříleným kozáckým válečníkem, ale také jedním z mála gramotných lidí na Kamčatce. Právě Kozyrevskij přišel s nápadem, jak se před carem očistit za vzporu a popravu místodržícího a carských úředníků. Kozyrevskij znal dobře historii, věděl, že car Ivan IV. Hrozný odpustil Jermakovi a Ivanovi Kolcovi jejich předchozí hříchy za dobytí Sibiře a věděl, že car Alexej I. Michajlovič odpustil kozákům vzpouru, když pro něho dobyli nové území a získali nové plátce daně - tzv. jasak. Během jara a léta Anciferov se svými vzbouřenými kozáky proto na radu Kozyrevského tvrdě potlačoval dosud svobodné Itelmeny na jihu Kamčatky, tvrdě od nich vybírali jasak a urychleně ho odesílali carovi, aby na něho zapůsobili. Do konce léta 1711 tak bylo dokončeno obsazení celé Kamčatky.
Anciferov dne 1. srpna 1711 vyplul spolu s Ivanem Kozyrevským a oddílem 50 kozáků z Bolšoreckého ostrohu a zamířil na Kurilské ostrovy, které chtěl připojit k ruské říši a uvalit na domorodé obyvatelstvo naturální daň. Objevení nových zemí mělo opět zapůsobit především na cara a zajistit odpuštění za vzpouru. Anciferov prozkoumal ostrovy Šimušu a Paramušir. 18. září 1711 se vrátil do Bolšorecku a sestavil spolu s Kozyrevským první náčrt Kurilských ostrovů.
V únoru 1712 došlo k potyčce mezi kozáky a vzbouřenými Itelmeny. Itelmeni projevili ochotu vyjednávat, protože věděli, že by v otevřené bitvě neměli proti Anciferovým kozákům šanci. S předstíranou pokorou pozvali atamana Anciferova a 17 kozáků k vyjednávání, nachystali jasak a nabídli rukojmí k vyjednávání. V noci, když Anciferov spal s kozáky v jurtě svých hostitelů, zapálili Itelmeni jurtu a všichni kozáci včetně Anciferova uhořeli.
Atamanem se po Anciferovovi stal Ivan Kozyrevskij, který dále pokračoval v objevování Kurilských ostrovů.

## Památky
Jsou po něm pojmenovány:
- Anciferovův ostrov v severní části Kurilského souostroví
- Anciferova sopka na ostrově stejného jména
- Anciferova hora na ostrově Paramušir
- Mys na ostrově Paramušir